# Eugenio Vélez
Eugenio Vélez Vancomper (né le 16 mai 1982 à San Pedro de Macorís en République dominicaine) est un joueur d'utilité au baseball, pouvant évoluer aux postes de deuxième but et de voltigeur. Il joue en Ligue majeure de baseball de 2007 à 2011 et est en 2014 sous contrat avec les Brewers de Milwaukee.

## Carrière
Eugenio Vélez signe son premier contrat professionnel en 2001 avec les Blue Jays de Toronto. Alors qu'il évolue en ligues mineures, il est acquis par les Giants de San Francisco le 8 décembre 2005 via une prodécudre appelée repêchage de règle 5. Il fait finalement ses débuts dans le baseball majeur avec les Giants le 5 septembre 2007.
À sa saison recrue en 2008, Velez dispute 98 matchs pour San Francisco, surtout à la position de voltigeur. Il maintient une moyenne au bâton de ,262 et totalise 30 points produits. Il se démarque par sa vitesse et réussit 15 vols de buts.
En 2009, Vélez s'impose comme joueur d'utilité alors qu'en plus du champ extérieur il est appelé à évoluer au deuxième but. Il frappe pour ,267 de moyenne au bâton en 84 parties jouées, claque 5 coups de circuit, produit 31 points et vole 11 buts.
En 2010, il ne frappe que pour ,164 en 29 matchs pour San Francisco et est rétrogradé aux ligues mineures durant l'année, avant de revenir jouer pour les Giants en fin de saison. Il est cependant écarté de l'effectif pour les séries éliminatoires et ne participe pas à la conquête de la Série mondiale 2010 par San Francisco. La saison est marquée d'un incident heureusement sans conséquence : le 26 juillet, alors qu'il se trouve dans l'abri des joueurs de son équipe, il est atteint à la tête d'une fausse balle frappée par son coéquipier Pat Burrell et doit être brièvement hospitalisé.
Devenu agent libre, Vélez rejoint les Dodgers de Los Angeles pour la saison 2011 mais ne frappe aucun coup sûr en 40 passages au bâton. Conséquemment, il est rétrogradé en ligues mineures où il s'aligne avec le club-école d'Albuquerque.
En décembre 2011, Eugenio Vélez signe un contrat des ligues mineures avec les Cardinals de Saint-Louis. Les saisons suivantes sont passées en ligues mineures : dans l'organisation des Cardinals en 2012, des Blue Jays de Toronto en 2013 et des Brewers de Milwaukee en 2013 et 2014.